# Прапор Приморського (Феодосійська міськрада)
Пра́пор Примо́рського — офіційний символ селища Приморського Феодосійського району затверджений рішенням Приморської селищної ради  від 30 березня 2007. Автори прапора: О. І. Маскевич, В. І. Коновалов.

## Опис
Прямокутне полотнище із співвідношенням сторін 2:3 складається з п'яти горизонтальних смуг — червоної і зубчасно-хвилястих білої, синьої, білої і синьої у співвідношенні 74:2:2:2:20. У верхній древковій частині білий стилізований двощогловий корабель із білими крилами по бортах. На вітрилі фок-щогли червоне шістнадцятипроменеве сонце з обличчям. Під кораблем десять білих п'ятипроменевих зірок, що збільшуються в розмірах, розташованих по контуру хвилі.